# NBA Development League All-Star Game 2007
L'NBA Development League All-Star Game 2007, svoltosi a Las Vegas, vide la vittoria finale della Eastern Division sulla Western Division per 114 a 100.
Pops Mensah-Bonsu, dei Fort Worth Flyers, fu nominato MVP della partita.

## Squadre

### Western Division
| Western Division |                |                          |
| Ruolo            | Giocatore      | Squadra                  |
| C                | Elton Brown    | Colorado 14ers           |
| P                | Brian Chase    | Los Angeles D-Fenders    |
| P                | Pooh Jeter     | Colorado 14ers           |
| G                | Gerry McNamara | Bakersfield Jam          |
| AG               | Kevinn Pinkney | Bakersfield Jam          |
| AG               | Rick Rickert   | Colorado 14ers           |
| G                | Ronnell Taylor | Idaho Stampede           |
| G                | Dijon Thompson | Albuquerque Thunderbirds |
| G                | Von Wafer      | Colorado 14ers           |
| AG               | Jawad Williams | Anaheim Arsenal          |
| All.             | Joe Wolf       | Colorado 14ers           |

### Eastern Division
| Eastern Division |                   |                      |
| Ruolo            | Giocatore         | Squadra              |
| G                | Alan Anderson     | Tulsa 66ers          |
| P                | B.J. Elder        | Austin Toros         |
| P                | Will Conroy       | Tulsa 66ers          |
| G                | Stephen Graham    | Sioux Falls Skyforce |
| AP               | Quemont Greer     | Dakota Wizards       |
| AP               | Renaldo Major     | Dakota Wizards       |
| AG               | Pops Mensah-Bonsu | Fort Worth Flyers    |
| C                | Luke Schenscher   | Fort Worth Flyers    |
| G                | Clay Tucker       | Arkansas RimRockers  |
| C                | Loren Woods       | Austin Toros         |
| All.             | Sidney Moncrief   | Fort Worth Flyers    |